# Luftseilbahn Wengen–Männlichen

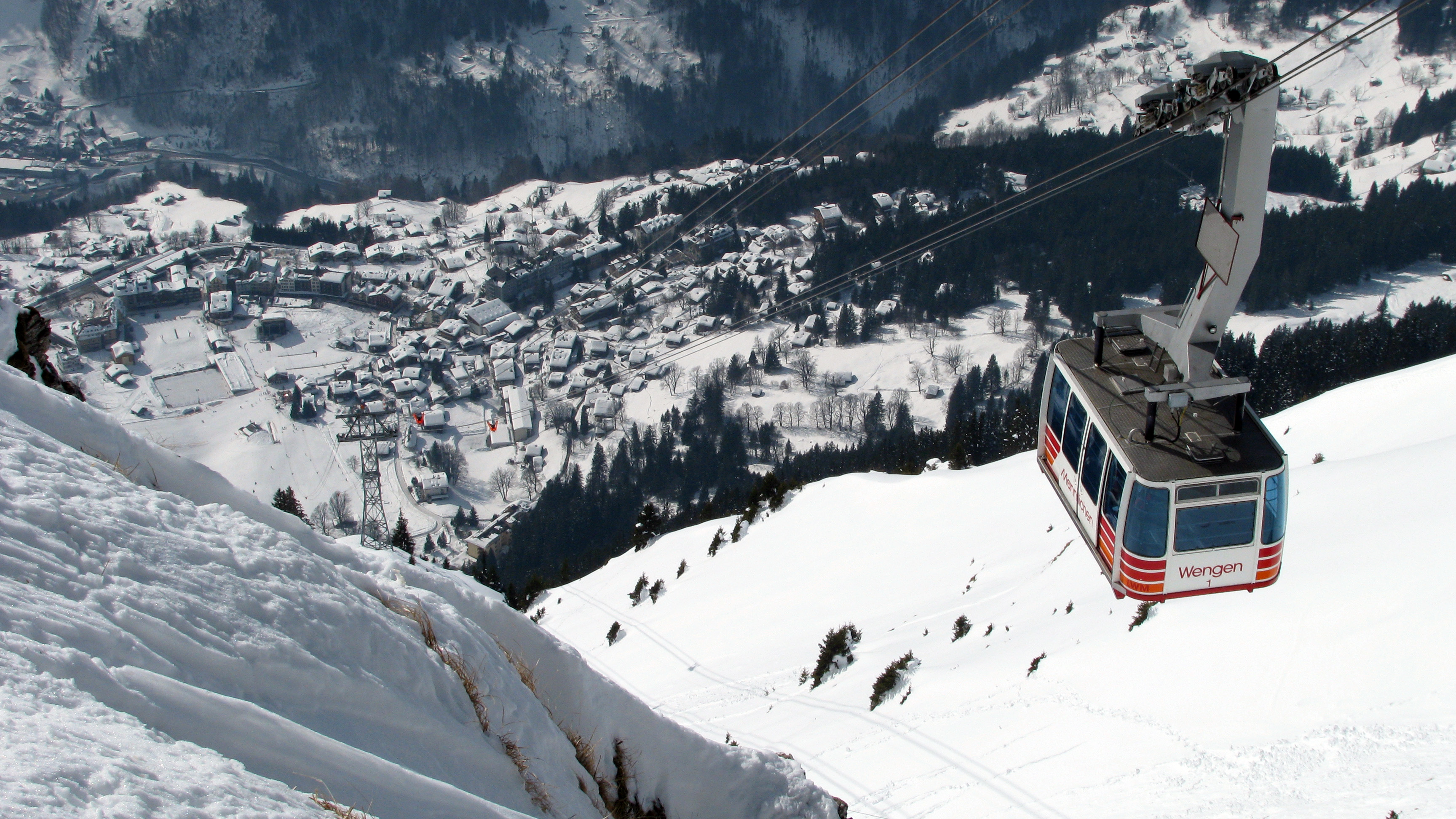
Zicht op Wengen in de Winter

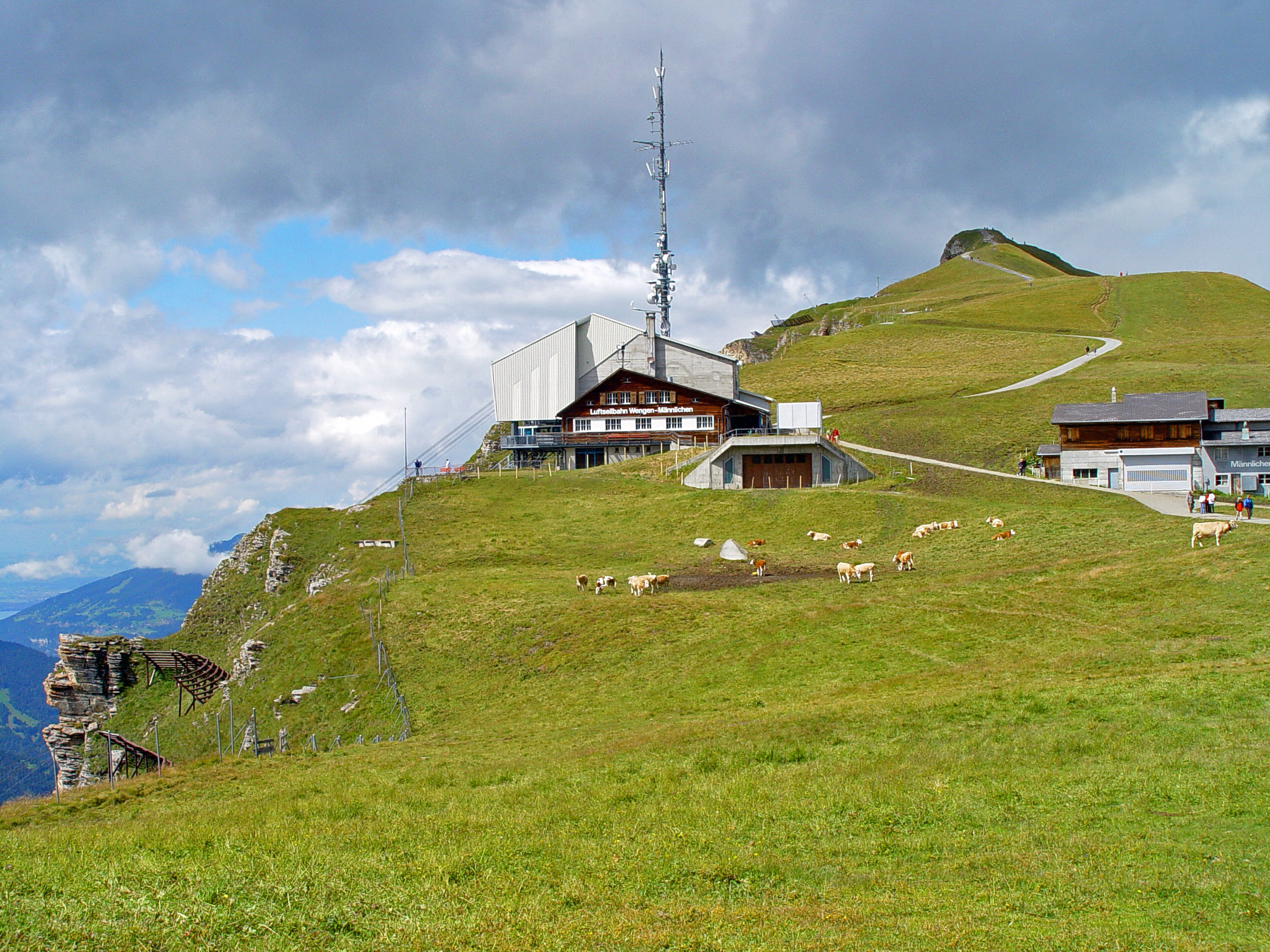
Bergstation. Op de achtergrond de top van de Männlichen

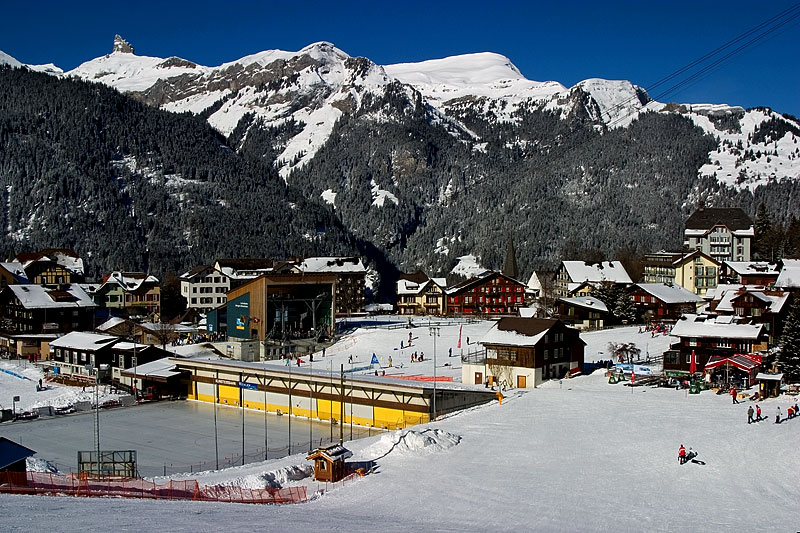
Dalstation

De Luftseilbahn Wengen–Männlichen (LWM) is een kabelbaan in het kanton Bern in Zwitserland. Het dalstation staat nabij het centrum van Wengen en loopt naar de 2343 m hoge Männlichen.

## Geschiedenis
De eerste ideeën voor de bouw van een kabelbaan in Wengen waren er al in de jaren 1930. De Tweede Wereldoorlog verhinderde de opzet van een plan. Vanaf 1949 werd nagegaan wat de mogelijkheden waren. Op 25 mei 1950 werd een concessieaanvraag ingediend. Op 14 februari 1951 werd de concessie voor twintig jaar toegekend. Na enige financiële problemen kon op 15 september 1952 de vennootschap opgericht worden. In augustus 1953 startten de werkzaamheden. In december waren de beide stationsgebouwen in ruwbouw gereed. Ook de pyloon was gemonteerd. In mei 1954 was de kabelbaan, die door de Ludwig von Roll'schen Eisenwerke AG te Bern gefabriceerd werd, klaar voor de overdracht. De dienstregeling kon op 5 juni 1954 van start gaan. De eerste technische verbouwing vond plaats in 1963. De twee cabines werden door grotere exemplaren vervangen. In 1973 werden uitbouwwerkzaamheden uitgevoerd. In 1986 werd het dalstation omvangrijk gerenoveerd. In 1990 werd de concessie tot 2010 verlengd. In 1992 werd de complete technische installatie van de kabelbaan vernieuwd.
In de nacht van 22 op 23 februari 1999 werd het dalstation door een lawine getroffen. De afdeling voor natuurgevaren stond inbedrijfstelling vanaf dat moment niet meer toe. Het bestuur van de LWM besliste op 14 april 1999 het dalstation buiten de lawinezone in de buurt van de dorpskern opnieuw op te bouwen. De opdracht voor de nieuwbouw werd de firma Garaventa gegeven, die in 2002 met Doppelmayr fuseerde. Nog in hetzelfde jaar, op 3 december, kon de eerste rit naar de Männlichen uitgevoerd worden.

## Technische gegevens
De gegevens hebben betrekking op de nieuwbouw van 1999
- Horizontale afstand tussen de beide stations: 1656,9 m
- Hoogte van het dalstation: 1282,5 m
- Hoogte van het bergstation: 2229,9 m
- Hoogteverschil: 947,5 m
- Lengte van de baan: 1910 m
- Gemiddelde stijging: 70,8 %
- Rijsnelheid: 10,0 m/s
- Capaciteit in elke richting: 860 personen/uur